# Sistema Europeo de Gestión del Tráfico Ferroviario

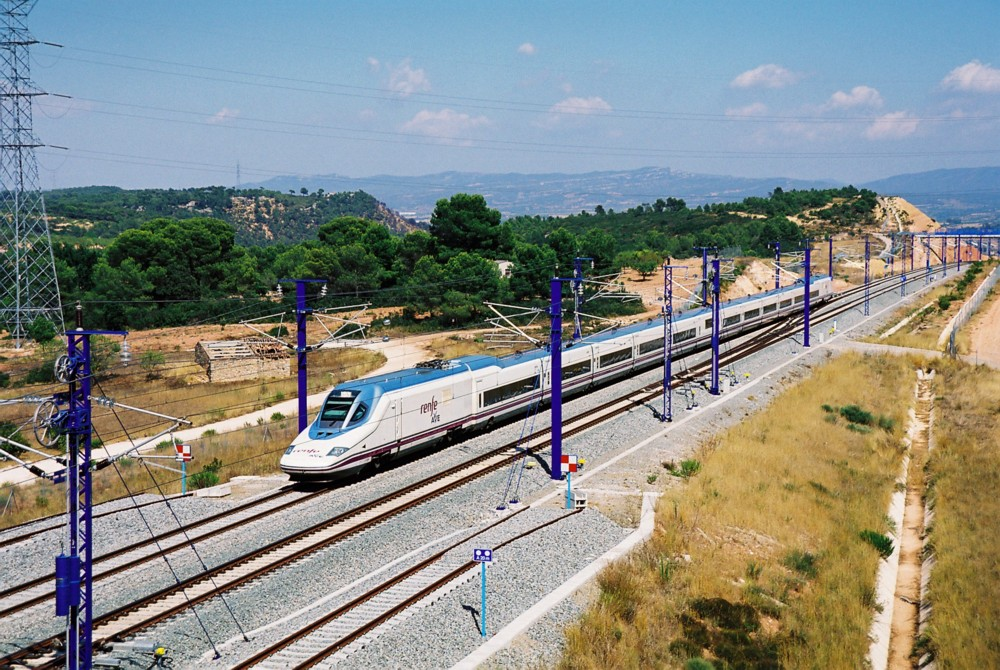
La línea de alta velocidad Madrid-Barcelona está equipada con ERTMS, formando parte de la Red Transeuropea de Ferrocarril de Alta Velocidad

El Sistema Europeo de Gestión del Tráfico Ferroviario, más conocido por sus siglas ERTMS (del inglés European Rail Traffic Management System), es un proyecto de sistema de seguridad ferroviaria, ideado por la Dirección General de Movilidad y Transportes de la Comisión Europea, enmarcada dentro de la Red Transeuropea de Ferrocarril. Concebida para garantizar la interoperabilidad de las redes ferroviarias europeas, pretende crear un único estándar a nivel comunitario, y avanzar en la formación de una única red ferroviaria europea, todo ello gestionado y coordinado por la Agencia Ferroviaria Europea.
El objetivo final es que todas las líneas europeas formen una única red, y que un tren pueda circular libremente a lo largo de toda la Unión Europea, algo que actualmente no es posible debido a las diferencias en ancho de vía, gálibo, electrificación y sistemas tecnológicos que existen entre las redes de cada uno de los Estados miembros. De todas formas necesitará un sistema de respaldo, que será el propio de cada país.

## Componentes del sistema
El sistema ERTMS se compone de varios subsistemas (o capas): 
- El European Train Control System (ETCS, Sistema Europeo de Control de Trenes), se encarga del control y la seguridad del tráfico, es decir: del bloqueo. Es un sistema de control que permite evitar que un tren supere las velocidades máximas establecidas o las señales que indican parada, es un sistema mejorado sobre los sistemas de alarma automáticos ya instalados en muchos países europeos. Este sistema dispone de 5 niveles.
- El European Traffic Management Layer (ETML, Capa Europea de Gestión del Tráfico), se encarga de la gestión y regularidad del tráfico en los Centros de Regulación y Control (CRC, equivalente al CTC de muchas líneas convencionales), que es el lugar desde el que se dirige el tráfico.
- Subsistemas opcionales:
  - El GSM-R (Global System for Mobile Communications–Railway), es una comunicación celular digital específica para el tren, se encarga de la transmisión de voz y datos entre el tren y las instalaciones fijas. Este sistema es similar a los sistemas GSM públicos en cuanto a arquitectura de red, pero utiliza una banda de frecuencias separada y proporciona servicios exclusivos para el ámbito ferroviario: llamadas de grupo, llamadas de emergencia, numeración funcional, etc. Imprescindible con ETCS 2 y 3.
  - Sistemas de posicionamiento (Galileo, GPS o GLONASS), sirven para localizar a los trenes con ETCS 3.

Muchas veces se confunde el todo con la parte y se habla, incluso en documentos oficiales, de “ERTMS nivel 1” o 2. Pero el ERTMS es el “todo” que engloba a los diferentes subsistemas, también a los niveles de ETCS, por tanto no puede hablarse de "ERTMS 1".

## Niveles ETCS
El ETCS tiene 5 niveles (0, 1, 2, 3 y STM), 17 modos técnicos de conducción (desde On Sight hasta Full Supervision) e innumerables versiones de software SRS (System Requirements Specifications, normalmente desde la 2.3.0d hasta la 3.1.1.2 pasando por el estándar europeo 3.0.0).

### ETCS Nivel 1
Desde 2002 permite hasta 300 km/h. Está basado en circuitos de vía o contadores de eje, y ordena, mediante las eurobalizas, autorizaciones de movimiento (MA) con su curva de velocidades hasta la siguiente baliza. También se transmite información antes de las señales mediante los eurolazos, aun así la comunicación es puntual. Permite una frecuencia de paso de un tren cada 5 minutos y medio a 300 km/h. Por comparación, con ASFA es cada 8 minutos a 200 km/h. 

### ETCS Nivel 2
Desde  permite aumentar la velocidad hasta 350 km/h ya que la información se refiere a varios cantones. Además, la supervisión y comunicación es continua entre el RBC (Radio Block Center o Centro de Bloqueo por Radio), las balizas y el tren gracias al GSM-R. En Nivel 2 no es necesario instalar señales laterales (el cantonamiento sigue siendo fijo gracias a las pantallas virtuales), pero sí las balizas y los circuitos de vía o contadores de eje, también se utiliza las autorizaciones de movimiento (MA). Permite una frecuencia de paso de un tren cada 2 minutos y medio a 350 km/h gracias a la información continua y a los cantones virtuales. 

### ETCS Nivel 3
Este nivel no estará basado en los circuitos de vía sino en la situación de los trenes generada por el propio tren gracias al GSM-R o al Galileo/GPS/GLONASS. En N1 o N2 basta que un tren ocupe un circuito con solo el último vehículo para que todo el cantón esté ocupado para el sistema, es decir: varios kilómetros. Con los llamados cantones móviles se permite mayor proximidad entre los trenes (mayor saturación) y, además, el N3 tiene la enorme ventaja de que se prescinde de la señalización lateral y de los circuitos de vía. El problema está en cómo asegurarse de que no se ha producido una rotura de carril si no hay circuitos de vía. La velocidad máxima de este nivel será de 500 km/h. Este nivel acaba de empezar a desarrollarse mediante dos proyectos distintos: 
- ERTMS Regional. Parte de un proyecto auspiciado por la Comisión bajo el nombre de ERTMS Low Cost, y consiste en instalar directamente una variante del sistema de control ETCS Nivel 3. Al no necesitar señalización lateral ni balizas, abarata su coste y su mantenimiento: según la Comisión, un 30%. El problema es que sin circuitos de vía no se puede saber si se ha roto un carril y tiene "islas" sin cobertura, por ejemplo los túneles. Además, los cantones son fijos (con contadores de ejes), aunque esto no es ningún problema en líneas de baja densidad.

Solo funciona en Suecia en una línea piloto (Västerdalsbanan, entre Malung y Borlänge, de 134 km y con 16 trenes al día), desde el 21/02/2012, pero los nuevos planes suecos y noruegos pasan por la instalación de ETCS N2.
Está diseñada para suprimir, con un sistema barato, los bloqueos telefónicos en líneas de muy bajo tráfico, aunque ni siquiera Suecia va a cumplir sus planes de extender este sistema a otras once líneas antes de 2020.
Recientemente Bombardier está instalando este sistema de bloqueo en la línea de 980 km Chingola-Livingstone, en Zambia.
- ERSAT EAV (ERTMS on Satellite-Enabling Application and Validation. Se trata de un proyecto piloto financiado por la Agencia de la Unión Europea para el Programa Espacial (EUSPA), coordinado por Ansaldo STS e instalado en 2015 en 50 kilómetros del ferrocarril Cagliari-San Gavino, en Cerdeña (Italia).[8] El elemento más novedoso es que utiliza balizas virtuales generadas por el satélite cada 50 metros; para asegurar su integridad, el tren recibe (en cabeza y cola) la señal de los satélites mediante el LDS (Location Detection System). Para abaratar el coste, en lugar de utilizar GSM-R, usa GSM de las redes públicas. Las primeras pruebas abarcan desde el 01/02/2015 hasta el 01/02/2017, pudiendo estar en funcionamiento en 2022.[7] También está el EATS (ETCS Advanced Testing and Smart Train Positioning System), un proyecto de investigación colaborativa financiado por el Séptimo Programa Marco de Ciencia e Innovación de la Comisión Europea, que arrancó en octubre de 2012 con el objetivo de facilitar la migración a ETCS nivel 3 por medio de la mejora de los sistemas de pruebas en laboratorio para reducir el tiempo y esfuerzo en el proceso de verificación y certificación.[9]

El nivel 0 se utiliza en zonas no equipadas con ETCS y el nivel STM (Specific Transmisión Module o Módulo de Transmisión Específico) se emplea cuando se circula al amparo de otro sistema (en España: ASFA o Ebicab). El módulo STM traduce la información del otro sistema al entorno ETCS, siendo visible en el DMI (Driver Machine Interface o Interfaz Máquina Conductor).

Resumen de los distintos niveles:
|                                      | ETCS 1                  | ETCS 2                  | ETCS 3     | ERTMS Regional | ERSAT |
| ------------------------------------ | ----------------------- | ----------------------- | ---------- | -------------- | ----- |
| Señales laterales                    | SI                      | Opcional                | NO         | NO             | NO    |
| Circuitos de vía / Contadores de eje | SI                      | SI                      | NO         | NO             | NO    |
| Eurobalizas                          | SI (muchas)             | SI (bastantes)          | SI (pocas) | NO             | NO    |
| GSM-R                                | Opcional                | SI                      | SI         | SI             | NO    |
| GPS/Galileo                          | NO                      | NO                      | SI         | NO             | SI    |
| Velocidad                            | 300 km/h                | 350 km/h                | 500 km/h   | Baja           | Baja  |
| Frecuencia de trenes                 | 5 minutos y medio a 300 | 2 minutos y medio a 350 | Muy alta   | Baja           | Baja  |

Modos de conducción
Al entrar en zona ETCS el sistema pasa a modo Supervisión Total (Full Supervisión, FS), donde se van recibiendo las Autorizaciones de Movimiento (Movement Autorithy, MA) que contienen la velocidad máxima que concede el sistema durante un tiempo determinado y para una distancia determinada (hasta 32 km en ETCS 2). A medida que se avanza en el trayecto, se van recibiendo nuevas MA.
En modo Supervisión Total el sistema hace todo, dependiendo de la serie de tren, salvo abrir y cerrar las puertas: regula la velocidad, cierra herméticamente el tren en los túneles, realiza las operaciones necesarias en las zonas neutras y deja el tren frenado junto a la topera. 
El sistema supervisa la actuación del maquinista actuando sobre el freno de servicio si este rebasa la velocidad máxima de la MA o no cumple la curva de frenado hasta la siguiente.

## España
Las líneas Madrid-Toledo/Sevilla, así como la Madrid-Valladolid y la Orense-Santiago se controlan desde el CRC central localizado en Madrid-Puerta de Atocha; la línea Córdoba-Málaga desde el ubicado en Antequera; la línea Madrid-Figueres desde el de Zaragoza; y la que conecta Madrid con Valencia y Alicante se gestiona desde el de Albacete. A su vez integra otros subsistemas, como son la planificación de capacidad (creación de las marchas) y el entorno operativo (regulación de la circulación, enrutamiento automático de trenes, y entorno: comunicaciones, telemandos y detectores). Aunque hay muchos más, en España está el DaVinci, que permite seguir el ciclo de vida completo del negocio ferroviario, desde la planificación, la creación de un tren en el entorno de operación, su regulación y seguimiento automático y la monitorización con desviaciones y predicciones.
El GSM-R también puede actuar como apoyo en el nivel 1 y en otro tipo de líneas, como las Cercanías, al igual que el ETCS, que está instalado en 73 km de la C4 de Madrid (para 160 km/h) y se pondrá en la C3, y está en 123 trenes Civia, 20 S-451, 31 S-446 y 43 S-447; también en las locomotoras S-252 para Francia. En el mismo sentido se está instalando GSM-R en líneas convencionales (ya está en las Cercanías de Madrid, Bilbao y Santander) para sustituir al Tren-Tierra.
ETCS Nivel 1 está instalado en los tramos Madrid Puerta de Atocha-Barcelona Sans, Chamartín-Torrejón de Velasco-Valencia-Albacete/Valencia, Madrid-Valladolid, Sevilla-Cádiz, Orense-Santiago y el Eje Atlántico La Coruña-Vigo.
ETCS Nivel 2 está instalado en la mayoría de la red, concretamente en los siguientes tramos: Madrid-Lérida, Baipás de Perales del río, Córdoba-Málaga, Antequera-Granada, Torrejón de Velasco-Valencia/Albacete-Alicante/Murcia, Madrid Chamartín-Burgos Rosa Manzano, Venta de Baños-León y Olmedo-Taboadela. También está en proceso su instalación en la LAV Madrid-Sevilla y el Ramal La Sagra-Toledo para sustituir el LZB actual.

## Implantación

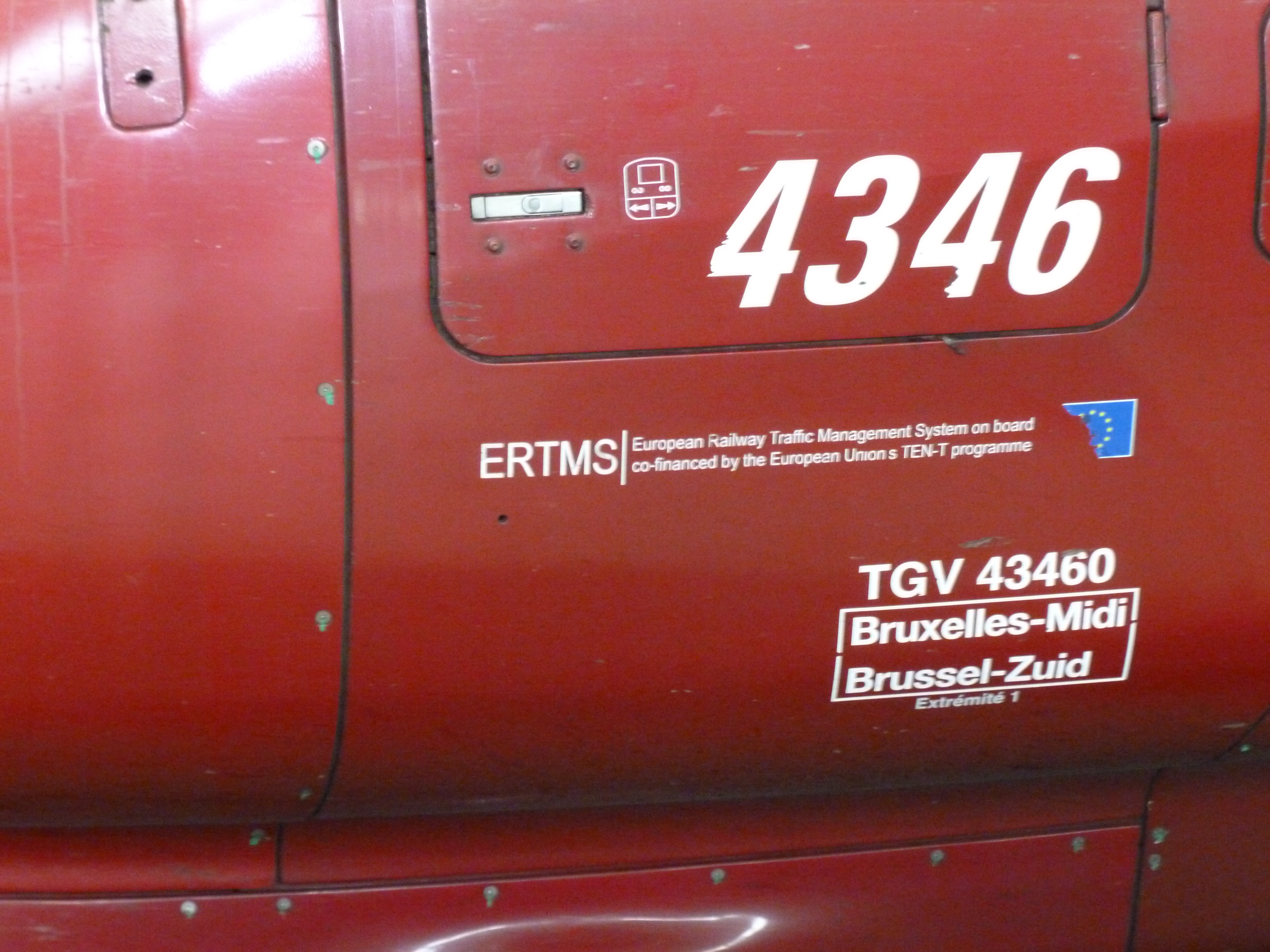
Inscripción de uso del sistema ERTMS en un tren Thalys.

La implantación es progresiva en las líneas europeas, y se inicia por aquellas líneas que tienen mayor potencial para el tráfico internacional. También se ha instalado en algunas líneas sin tráfico internacional debido a que al ser un sistema de nueva implantación tiene un desarrollo tecnológico que permite mayores prestaciones que los diferentes sistemas nacionales anteriormente utilizados.
Las primeras circulaciones comerciales con ERTMS son las siguientes:
- 2002. Primeras circulaciones comerciales con ETCS nivel 1 en la línea Mattstetten-Rothrist Suiza.[11][12]
- 22 de enero de 2006. Primeras circulaciones comerciales (4 ETR 500 por sentido) con ETCS nivel 2 y 300 km/h en la LAV Roma - Nápoles. A partir del 17 de septiembre de 2006 se pasa a 7 trenes por sentido.
- 19 de mayo de 2006. Empiezan a circular los AVE serie 102 a 250 km/h con ETCS nivel 1 entre Madrid y Lérida. Son las primeras circulaciones a esta velocidad con ETCS nivel 1. Los otros trenes de esta línea siguen circulando con ASFA200.
- 2 de julio de 2006. Empiezan la circulaciones comerciales con ETCS nivel 2 en la LAV línea Mattstetten–Rothrist (tramo de 45 km entre Berna y Zúrich): cada noche unas 12 circulaciones a partir de las 22:30. La velocidad máxima es 160 km/h. Aunque restringida en el horario, se trata de la primera circulación comercial con ETCS Nivel 2 y con trenes de varios tipos y fabricantes. El 22 de julio de 2006 se amplía el horario, pasando a comenzar a las 21:30, con lo que son unos 20 trenes al día los que circulan con ETCS nivel 2.
- 16 de octubre de 2006. Adif permite entre Madrid y Lérida 280 km/h con ETCS nivel 1.
- 24 de octubre de 2011. ADIF permite la circulación de trenes AVE a 310 km/h en la LAV Madrid-Barcelona debido a la implantación del ETCS nivel 2.
- 2015. El proyecto NSR (North South Railways) en Arabia Saudita entra en operación con 2400 km, una parte dedicada a trenes de carga (con locomotoras diésel hasta 100 km/h, y trenes de hasta 2,5 km de largo) y otra dedicada a trenes de pasajeros (con locomotoras diésel hasta 200 km/h)